# ناحیه کیش‌کون‌فلدی‌هازا
ناحیهٔ کیش‌کون‌فِلِدْیْ‌هازا (به مجاری: Kiskunfélegyházi járás) یک ناحیه در مجارستان است که در باچ-کیش‌کون واقع شده‌است و ۵۸۲٫۳۷ کیلومتر مربع مساحت و ۳۷٬۴۵۵ نفر جمعیت دارد.